# Catalina Llabrés Piris
Catalina Llabrés Piris (Ciutadella de Menorca, 20 de març de 1901 - Ciutadella de Menorca, 7 de febrer de 1985) fou la primera dona farmacèutica de les Illes Balears.

## Biografia
Catalina Llabrés estudià i, una vegada acabats els estudis primaris, es matriculà de la segona ensenyança, que acabà el 1919, afermant així el camí que li permetria realitzar els estudis universitaris. Es matriculà a la Universitat de Barcelona i quan tenia 25 anys, el 22 d'agost del 1925, s'expedí el seu títol de llicenciada en farmàcia per aquesta universitat. La seva germana, Maria Llabrés es llicencià en medicina al 1926.
El 1926, Catalina Llabrés comprà una farmàcia de Ciutadella al farmacèutic Gabriel Martí Bella i passà així a ser la primera dona farmacèutica de les Illes Balears. Exercí, doncs, la seva professió com a propietària d'una farmàcia (la Farmàcia Llabrés), situada a la mateixa adreça que el seu domicili familiar, al carrer de Josep Maria Quadrado, número 15, de Ciutadella, a l'Illa de Menorca. Deu anys després d'haver obtingut el títol, l'1 de gener de 1935, s'inscriví com a farmacèutica en el registre del Col·legi Oficial de Farmacèutics de les Illes Balears, i obtingué el 246 com a número de col·legiada.
Llabrés es casà amb Ramon Balada Matamoros l'abril de 1935, amb qui tingué un fill, Joan Ignasi Balada Llabrés, que el 1985 heretà la farmàcia després de la mort de la seva mare.
Catalina Llabrès i Piris, a senyora Nina, formà part de les primeres generacions de dones amb titulació universitària a les Illes Balears. El seu nom apareix en els llibres d'història, entre el d'altres pioneres,com foren, en la seva mateixa època, Antònia Cañellas i Vicens, Maria Gil i Puig, Francisca A. Ramis i Vidal, Maria Riera i Gabriel i Antònia Ferrer i Pérez, que es llicenciaren, com ella mateixa, en farmàcia.

## La Farmàcia Llabrés
L'1 de novembre de 2008, el Consell Executiu del Consell Insular de Menorca feu publicar al BOIB (Butlletí Oficial de les Illes Balears) la declaració de bé catalogat i la inscripció en el Catàleg Insular de patrimoni històric de la Farmàcia Llabrès (Ciutadella). En morir al 2009, Joan Ignasi Balada Llabrés va donar la farmàcia a la Casa Reial, que cedí les instal·lacions a la Fundació per a persones amb Discapacitat, per mitjà de la Fundació Hesperia. Rehabilitada amb el suport de la Fundació del Consell Insular de Menorca, al gener de 2020 ha obert les portes com a espai cultural.